# Johann Georg Albrechtsberger
Johann Georg Albrechtsberger, född 3 februari 1736, död 7 mars 1809, var en österrikisk tonsättare och musiklärare.

## Biografi
Efter grundliga studier i abbotstiftet Mölk blev Albrechtsberger organist där. Han befordrades 1772 till hovorganist i Wien och blev därefter 1792 kapellmästare vid Sankt Stefanskyrkan. Under sin livstid var han känd som en stor kontrapunktist och en god lärare; bland hans elever märks bland annat Hummel, Moscheles, Weigl, Seyfried och Beethoven. 
Mozart prisade hans goda orgelspel och Haydn tyckte om hans lärarmetoder och rekommenderade honom för Beethoven, främst för att Haydn och Beethoven inte kunde dra jämnt med varandra. Dock trivdes inte Beethoven heller hos Albrechtsberger på grund av hans föråldrade och akademiska sätt att undervisa, och han sattes att endast komponera fugor hela dagarna vilket inte gav honom något.
Albrechtsberger var vida känd i Europa bland annat för sitt oratorium Pilgrimen på Golgota. Han blev 1798 invald som ledamot av svenska Musikaliska akademien. Han har bland annat skrivit en trombonkonsert i Bb-dur för trombon, 2 violiner och generalbas och även en harpkonsert för samma besättning.
Han gav också ut värdefulla teoretiska verk, framför allt Gründliche Anweisung zur Composition (1790) och Kurzgefasste Methode, den Generalbass zu erlernen (1792).